# Lina Arianna Jenna
Lina Arianna Jenna (Venezia, 17 dicembre 1886 – 20 marzo 1945) è stata una scultrice italiana.
Nata a Venezia, da Riccardo Jenna e Ida Orefici, una famiglia ebraica. Dopo il diploma magistrale frequentò i corsi di scultura all'Accademia Cignaroli di Verona. Si dedicò alla scultura e alla poesia; nel salotto del palazzo di famiglia, in via Emilei, si tenevano periodicamente conversazioni letterarie cui prendevano parte Umberto Zerbinati, Cesare Giardini, Ugo Veniero D'Annunzio, Vittorio Malpassuti, Eugenio Gara, Lionello Fiumi. Era in contatto, tra gli altri, con Lorenzo Montano.
"Nubile, scultrice, di razza ebraica", come indicato negli atti anagrafici, fu personaggio piuttosto schivo, ma ebbe comunque una certa presenza nella vita sociale e culturale della città: la si trova alle letture pubbliche di poesia in Gran Guardia (nel 1919), alle feste di beneficenza della Croce Rossa, alle manifestazioni del Gruppo Veronese per la Rinascita dell'Arte (istituito nel 1929), alla inaugurazione della sede dell'Istituto Fascista di Cultura (1930) o a celebrazioni più "futili", come la partecipazione alla giuria del carnevale 1927 o il centenario della morte di Cangrande dalla Scala, ricordato con grandissima pompa a Castelvecchio il 25-26 maggio 1929 (Lina partecipò a quadri viventi in costume, raffigurando Samaritana da Polenta e poi leggendo versi e canti antichi accompagnata da un liuto).
Verso la fine degli anni Trenta (dopo una lunga pausa) è documentato un suo contatto con gli ambienti culturali che ruotavano intorno a Casimiro Adami e forse al Liceo Maffei. Scultrice, fu in rapporto con Felice Casorati; sue opere furono presentate alla mostra di Napoli del 1913, nel 1918 alla III esposizione d'Arte pro assistenza civica, nel 1921 alla XXXVII Esposizione d'arte della Società di Belle Arti di Verona e in altre rassegne nazionali tra cui la Rassegna femminile al castello Sforzesco di Milano nel 1930.
Suoi testi poetici apparvero in antologie (Gialloblu, Abete rosso) e in rivista («Poesia ed Arte»), ma ebbero una certa notorietà solo dopo che Lionello Fiumi li pubblicò in un volume postumo uscito nel 1956, nella collana di Misura.
Negli anni del secondo conflitto mondiale rimase a Verona nel palazzo di famiglia (nonostante fosse stata consigliata di allontanarsi dal prevedibile pericolo) per accudire il padre ottantenne e malato, e qui il 2 giugno del 1943 dopo appena qualche mese dalla morte di quest'ultimo, avvenuta il 10 marzo, fu arrestata dai tedeschi. Trasferita, dopo due giorni di permanenza al forte di S.Leonardo, a Fossoli, dove rimase fino al 26 giugno, fu deportata nel campo di sterminio di Auschwitz insieme al fratello Ruggero (di un anno esatto più giovane di lei, era stato arrestato negli stessi giorni a Bosco Chiesanuova). I primi giorni di marzo fu vista ancora viva nel piccolo campo di Bergdorf, dove probabilmente morì. La data presunta di morte è, negli atti ufficiali, il 20 marzo del 1945.